# Celsius (cratère)
Celsius est un cratère d'impact lunaire situé dans l’hémisphère Sud de la face visible de la Lune. Il se trouve juste au sud-sud-ouest du cratère Zagut et au nord du cratère Büsching. Le contour du cratère Celsius est très érodé. Le sol intérieur du cratère est sans relief mis à part un craterlet dans la moitié nord. Une vallée sépare le cratère Celsius de son cratère satellite "Celsius A".
En 1935, l'Union astronomique internationale lui a attribué le nom de Celsius en l'honneur de l'astronome et savant suédois Anders Celsius.
Par convention, les cratères satellites sont identifiés sur les cartes lunaires en plaçant la lettre sur le côté du point central du cratère qui est le plus proche de Celsius.
| Celsius | Latitude | Longitude | Diamètre |
| ------- | -------- | --------- | -------- |
| A       | 33.0° S  | 20.5° E   | 14 km    |
| B       | 34.6° S  | 19.7° E   | 6 km     |
| D       | 34.7° S  | 19.1° E   | 19 km    |
| E       | 32.9° S  | 20.1° E   | 11 km    |
| H       | 33.8° S  | 20.1° E   | 6 km     |